# Handball aux Jeux méditerranéens de 2005
Navigation
Tunis 2001 Pescara 2009
La 11e édition de la compétition de handball aux Jeux méditerranéens s'est déroulée du 24 juin au 3 juillet 2005 à Almería en Espagne.
Les tournois masculin et féminin sont tous deux remportés par le pays hôte, l'Espagne.

## Lieux de compétition
| Stade                                | Ville           | Capacité |
| ------------------------------------ | --------------- | -------- |
| Palais des sports "Infanta Cristina" | Roquetas de Mar |          |
| Palais des sports de Vícar           | Vícar           |          |

## Tournoi masculin

### Tour préliminaire
|   | Équipe  | Pts | J | G | N | P | Bp | Bc | Diff |
| - | ------- | --- | - | - | - | - | -- | -- | ---- |
| 1 | Croatie | 2   | 1 | 1 | 0 | 0 | 24 | 22 | 2    |
| 2 | Égypte  | 0   | 1 | 0 | 0 | 1 | 22 | 24 | -2   |

| Date         | Équipe 1 | Score   | Équipe 2 |
| ------------ | -------- | ------- | -------- |
| 25 juin 2005 | Croatie  | 24 – 22 | Égypte   |

|   | Équipe  | Pts | J | G | N | P | Bp | Bc | Diff |
| - | ------- | --- | - | - | - | - | -- | -- | ---- |
| 1 | Espagne | 2   | 1 | 1 | 0 | 0 | 38 | 29 | 9    |
| 2 | Grèce   | 0   | 1 | 0 | 0 | 1 | 29 | 38 | -9   |

| Date         | Équipe 1 | Score   | Équipe 2 |
| ------------ | -------- | ------- | -------- |
| 27 juin 2005 | Espagne  | 38 – 29 | Grèce    |

|   | Équipe               | Pts | J | G | N | P | Bp | Bc | Diff |
| - | -------------------- | --- | - | - | - | - | -- | -- | ---- |
| 1 | Serbie-et-Monténégro | 4   | 2 | 2 | 0 | 0 | 61 | 51 | 10   |
| 2 | France               | 2   | 2 | 1 | 0 | 1 | 57 | 50 | 7    |
| 3 | Turquie              | 0   | 2 | 0 | 0 | 2 | 48 | 65 | -17  |

| Date         | Équipe 1     | Score   | Équipe 2     |
| ------------ | ------------ | ------- | ------------ |
| 25 juin 2005 | France       | 32 – 22 | Turquie      |
| 26 juin 2005 | Serbie-et-M. | 33 – 26 | Turquie      |
| 27 juin 2005 | France       | 25 – 28 | Serbie-et-M. |

- France - Turquie 32-22 (16-14)[2]
  - France : Lemonne 5 arrêt/19 tirs, Karaboué 11/19. Bosquet 5 buts/7 tirs, Sayad 1/5, Krantz, Mongin 0/3, Abalo 3/9, Ostertag 2/3, Henry 5/8, Detrez 4/5, Roiné 1/3, Kempé 3/3, Junillon 3/6, Dole 5/6.
  - Turquie : Ramazan Döne (en) 8/20...
- France - Serbie-et-Monténégro 25-28 (13-13)[2]
  - France : Karaboué 13/40, Patrice Annonay 0/1. Bosquet 4/11, Sayad 2/4, Mongin 3/4, Abalo 3/6, Ostertag 4/4, Detrez 1/2, Scaccianoce 2/2, Roiné 0/1, Kempé, Junillon 3/6, Dole 3/4
  - Serbie-et-Monténégro : Vukašin Rajković 5/7, Alem Toskić 5/9, Nenad Vučković 4/4...

|   | Équipe   | Pts | J | G | N | P | Bp | Bc | Diff |
| - | -------- | --- | - | - | - | - | -- | -- | ---- |
| 1 | Tunisie  | 4   | 2 | 2 | 0 | 0 | 60 | 50 | 10   |
| 2 | Slovénie | 2   | 2 | 1 | 0 | 1 | 53 | 52 | 1    |
| 3 | Italie   | 0   | 2 | 0 | 0 | 2 | 54 | 65 | -11  |

| Date         | Équipe 1 | Score   | Équipe 2 |
| ------------ | -------- | ------- | -------- |
| 25 juin 2005 | Tunisie  | 35 – 27 | Italie   |
| 26 juin 2005 | Slovénie | 30 – 27 | Italie   |
| 27 juin 2005 | Tunisie  | 25 – 23 | Slovénie |

### Match de classement pour la9eplace
| Match                  | Date      | Équipe 1 | Score   | Équipe 2 |
| ---------------------- | --------- | -------- | ------- | -------- |
| Match pour la 9e place | 2 juillet | Italie   | 25 – 24 | Turquie  |

### Tableau final
|  | Quarts de finale     | Quarts de finale |                      |           | Demi-finales           | Demi-finales           |    |  | Finale               | Finale    |
|  | Quarts de finale     | Quarts de finale |                      |           | Demi-finales           | Demi-finales           |    |  | Finale               | Finale    |
|  |                      |                  |                      |           |                        |                        |    |  |                      |           |
|  | 29 juin              | 29 juin          |                      |           | 30 juin                | 30 juin                |    |  | 2 juillet            | 2 juillet |
|  | 29 juin              | 29 juin          |                      |           | 30 juin                | 30 juin                |    |  | 2 juillet            | 2 juillet |
|  | Tunisie              | 29               |                      |           | 30 juin                | 30 juin                |    |  | 2 juillet            | 2 juillet |
|  | Tunisie              | 29               |                      |           | 30 juin                | 30 juin                |    |  | 2 juillet            | 2 juillet |
|  | France               | 27               |                      |           | 30 juin                | 30 juin                |    |  | 2 juillet            | 2 juillet |
|  | France               | 27               | Tunisie              | 27        |                        |                        |    |  | 2 juillet            | 2 juillet |
|  | 29 juin              |                  | Tunisie              | 27        |                        |                        |    |  | 2 juillet            | 2 juillet |
|  |                      | Espagne          | 32                   |           |                        |                        |    |  | 2 juillet            | 2 juillet |
|  | Espagne              | Espagne          | 32                   | 32        |                        |                        |    |  | 2 juillet            | 2 juillet |
|  | Espagne              |                  |                      | 32        |                        |                        |    |  | 2 juillet            | 2 juillet |
|  | Égypte               | 28               |                      |           |                        |                        |    |  | 2 juillet            | 2 juillet |
|  | Égypte               | 28               | Espagne              | 28        |                        |                        |    |  |                      |           |
|  | 29 juin              |                  | Espagne              | 28        |                        |                        |    |  |                      |           |
|  |                      | Croatie          | 21                   |           |                        |                        |    |  |                      |           |
|  | Serbie-et-Monténégro | Croatie          | 21                   | 33        |                        |                        |    |  |                      |           |
|  | Serbie-et-Monténégro | 30 juin          |                      | 33        |                        |                        |    |  |                      |           |
|  | Slovénie             | 30               |                      |           |                        |                        |    |  |                      |           |
|  | Slovénie             | 30               | Serbie-et-Monténégro | 28        |                        |                        |    |  |                      |           |
|  | 29 juin              | 29 juin          | Serbie-et-Monténégro | 28        | Match pour la 3e place | Match pour la 3e place |    |  |                      |           |
|  | 29 juin              | 29 juin          |                      | Croatie   | Match pour la 3e place | Match pour la 3e place | 29 |  |                      |           |
|  | Croatie              | 33               | 2 juillet            | 2 juillet |                        |                        | 29 |  |                      |           |
|  | Croatie              | 33               | 2 juillet            | 2 juillet |                        |                        |    |  |                      |           |
|  | Grèce                | 25               |                      | Tunisie   | 32                     |                        |    |  |                      |           |
|  | Grèce                | 25               |                      | Tunisie   | 32                     |                        |    |  |                      |           |
|  |                      |                  |                      |           |                        |                        |    |  | Serbie-et-Monténégro | 26        |
|  |                      |                  |                      |           |                        |                        |    |  | Serbie-et-Monténégro | 26        |

Les résultats des quarts de finale sont :
- Tunisie bat  France A' 29 à 27 (15-14)[2],[3]
  - France : Lemonne 4/18, Karaboué 3/17. Bosquet 4/6, Sayad 1/3, Krantz 2/2, Mongin 0/2, Abalo 5/11, Ostertag 0/2, Henry 5/7, Detrez 1/2, Scaccianoce 3/8, Kempé 3/4, Junillon 2/6, Dole 1/2.
  - Tunisie : Wissem Hmam 11/17, Heykel Megannem 5/9, Issam Tej 4/5...
- Espagne bat  Égypte 32 à 28[4]
  - Espagne : José Manuel Sierra, David Barrufet - Carlos Prieto, Albert Rocas (3), Raúl Entrerríos (3), Rubén Garabaya (2, ), Ion Belaustegui (5), Demetrio Lozano (3, ), Roberto García Parrondo (1), David Davis (1), Juanin García (5), Julio Fis (4), Mariano Ortega (2), Chema Rodríguez (3).
  - Égypte : Mohamed Bakir El-Nakib, Mossim Abdel - Ahmed Ramadan (), Hassan Mabrouk Awaad (1, ), Ahmed El-Ahmar (9, ), Ehab Abd Elhak (1, ), Ramy Mohamed Youssef, Mahmoud Karam (5), Belal Mabrouk Awaad (en) (4, ), Mohamed Abd El-Salam, Hussen Abdel, Mohamed Keshk (2, ), Hany El-Fakharany (3, ), Hassan Yousry, Hussein Zaky (3).
- Serbie-et-Monténégro bat  Slovénie 33 à 30
- Croatie bat  Grèce 33 à 25

Les résultats des demi-finales sont :
- Espagne bat  Tunisie 32 - 27 (14-15)[5]
  - Espagne : José Manuel Sierra, David Barrufet - Carlos Prieto, Albert Rocas (5), Raúl Entrerríos (6), Rubén Garabaya (5, ), Ion Belaustegui (), Viran Morros, Demetrio Lozano (1, ), Juanin García (5), Julio Fis (1), Mariano Ortega (6, ), Chema Rodríguez (3)
  - Tunisie : Makram Missaoui, Marouène Maggaiez (1 but) - Selim Hedoui, ? Ben Abdallah, Mahmoud Gharbi (1, ), Issam Tej (2, ), Wissem Hmam (6, ), Ali Madi, Marouen El Hadj Ahmed (5, ), Dhaker Seboui (3, ), Wissem Bousnina (3, ), Sahbi Ben Aziza (), Heykel Megannem (1), Anouar Ayed (5, )
- Croatie bat  Serbie-et-Monténégro 39 - 28.

Dans le match pour la 3e place, la  Tunisie a battu la  Serbie-et-Monténégro 32 à 26 (15-13)
- Tunisie : Issam Tej 9/10, Wissem Hmam 8/15...
- Serbie-et-Monténégro : Ivan Nikčević 7/9, Alem Toskić 4/6...

En finale, l' Espagne a battu la  Croatie 28 à 21 (15-11),
- Espagne : José Manuel Sierra, David Barrufet - Carlos Prieto (1), Albert Rocas (1), Raúl Entrerríos (5/7), Rubén Garabaya (2), Ion Belaustegui (4/8, ), Demetrio Lozano, Roberto García Parrondo (2), David Davis (1, ), Juanin García (9/11), Julio Fis, Mariano Ortega, Chema Rodríguez (3).
- Croatie : Nikola Blažičko, Vjenceslav Somić - Tomislav Huljina (3/3), Josip Čale, Krešimir Ivanković (1), Branimir Koloper, Vladimir Ostarčević (2, ), Damir Bičanić, Drago Vuković (4/9), Zlatko Horvat (1, ), Mario Obad 3/4, Ivan Čupić (1), Denis Buntić (3, ) Ivan Pongračić (en) (3/4, ).

### Matches de classement pour la5eplace
|  | Demi-finales de classement | Demi-finales de classement |                        |    | Match pour la 5e place | Match pour la 5e place |
|  | Demi-finales de classement | Demi-finales de classement |                        |    | Match pour la 5e place | Match pour la 5e place |
|  |                            |                            |                        |    |                        |                        |
|  | 30 juin                    | 30 juin                    |                        |    | 2 juillet              | 2 juillet              |
|  | 30 juin                    | 30 juin                    |                        |    | 2 juillet              | 2 juillet              |
|  | Égypte                     | 23                         |                        |    | 2 juillet              | 2 juillet              |
|  | Égypte                     | 23                         |                        |    | 2 juillet              | 2 juillet              |
|  | France                     | 21                         |                        |    | 2 juillet              | 2 juillet              |
|  | France                     | 21                         | Égypte                 | 25 |                        |                        |
|  | 30 juin                    |                            | Égypte                 | 25 |                        |                        |
|  |                            | Slovénie                   | 30                     |    |                        |                        |
|  | Grèce                      | Slovénie                   | 30                     | 25 |                        |                        |
|  | Grèce                      |                            |                        | 25 |                        |                        |
|  | Slovénie                   | 28                         |                        |    |                        |                        |
|  | Slovénie                   | 28                         | Match pour la 7e place |    |                        |                        |
|  |                            |                            |                        |    |                        |                        |
|  | 2 juillet                  |                            |                        |    |                        |                        |
|  |                            |                            |                        |    |                        |                        |
|  | Grèce                      | 25                         |                        |    |                        |                        |
|  | Grèce                      | 25                         |                        |    |                        |                        |
|  | France                     | 30                         |                        |    |                        |                        |
|  | France                     | 30                         |                        |    |                        |                        |

Parmi les résultats, on trouve :
- Demi-finale de classement : France - Égypte 21-23 (8-10)[2]
  - France : Karaboué 14/37. Sayad 1/3, Krantz 0/2, Mongin 3/7, Abalo 5/9, Ostertag 2/4, Henry 5/5, Detrez 0/2, Roiné 1/6, Kempé 2/4, Junillon 2/3, Dole 0/1.
  - Égypte : Hussein Zaky 6/10, Ahmed El-Ahmar 5/7...
- Match pour la 7e place : France - Grèce 30-27 (15-12)[2]
  - France : Lemonne 4/19, Patrice Annonay 7/19. Sayad 3/6, Krantz, Mongin 5/6, Abalo 3/7, Ostertag 8/8, Henry 3/4, Detrez 1/3, Scaccianoce 2/3, Roiné 1/4, Kempé 2/3, Junillon 1/4, Dole 1/2.
  - Grèce : Tzimourtos 8/11...

### Classement final
| Rang | Pays                 |
| ---- | -------------------- |
|      | Espagne              |
|      | Croatie              |
|      | Tunisie              |
| 4    | Serbie-et-Monténégro |
| 5    | Slovénie             |
| 6    | Égypte               |
| 7    | France               |
| 8    | Grèce                |
| 9    | Italie               |
| 10   | Turquie              |

### Effectifs des équipes sur le podium

#### Équipe d'Espagne, médaille d'or
L'effectif de l'Espagne était,,, :
- Julen Aguinagalde
- David Barrufet
- Ion Belaustegui
- David Davis
- Raúl Entrerríos
- Julio Fis
- Rubén Garabaya
- Juanin García
- Roberto García Parrondo
- Demetrio Lozano
- Viran Morros
- Mariano Ortega
- Carlos Prieto
- Albert Rocas
- Chema Rodríguez
- José Manuel Sierra

Sélectionneur :
- Juan Carlos Pastor

#### Équipe de Croatie, médaille d'argent
L'effectif de la Croatie était :
- Damir Bičanić
- Nikola Blažičko
- Denis Buntić
- Josip Čale
- Ivan Čupić
- Zlatko Horvat
- Tomislav Huljina
- Krešimir Ivanković
- Marin Knez
- Branimir Koloper
- Mario Obad
- Vladimir Ostarčević
- Ivan Pongračić (en)
- Vjenceslav Somić
- Ljubo Vukić
- Drago Vuković

Sélectionneurs :
- Irfan Smajlagić
- Alvaro Načinović

#### Équipe de Tunisie, médaille de bronze
L'effectif de la Tunisie était :
- Makram Missaoui
- Selim Hedoui
- ? Ben Abdallah
- Mahmoud Gharbi
- Issam Tej
- Wissem Hmam
- Ali Madi
- Marouène Maggaiez
- Marouen El Hadj Ahmed
- Dhaker Seboui
- Wissem Bousnina
- Sahbi Ben Aziza
- Heykel Megannem
- Anouar Ayed

Sélectionneur :
- Sead Hasanefendić

## Tournoi féminin

### Tour préliminaire
|   | Équipe   | Pts | J | G | N | P | Bp | Bc  | Diff |
| - | -------- | --- | - | - | - | - | -- | --- | ---- |
| 1 | Croatie  | 6   | 3 | 3 | 0 | 0 | 92 | 78  | 14   |
| 2 | France   | 4   | 3 | 2 | 0 | 1 | 97 | 89  | 8    |
| 3 | Italie   | 2   | 3 | 1 | 0 | 2 | 91 | 99  | -8   |
| 4 | Slovénie | 0   | 3 | 0 | 0 | 3 | 86 | 100 | -14  |

| Date         | Équipe 1 | Score   | Équipe 2 |
| ------------ | -------- | ------- | -------- |
| 25 juin 2005 | Slovénie | 31 – 39 | Italie   |
| 25 juin 2005 | France   | 29 – 31 | Croatie  |
| 26 juin 2005 | Slovénie | 26 – 27 | Croatie  |
| 26 juin 2005 | France   | 34 – 29 | Italie   |
| 27 juin 2005 | Croatie  | 34 – 23 | Italie   |
| 27 juin 2005 | France   | 34 – 29 | Slovénie |

- France - Croatie 29-31 (15-17)[7]
  - France : Bouveret (30 minutes, 5/19 arrêts), Pradel (30 minutes, 4/21 arrêts) ; Signaté (6/11), Manneau (1/1), Kanto (0/1), Drii Hadj (0/1), Bétaré (0/1), Baudouin (3/4), Roussillon (1/3), Spincer (8/13), Legenty (2/5), Demangeon, Gomis (5/6), Guehl (3/3)
  - Croatie : Maïda Arslanagić (9 buts), Tatari et Svitlana Pasičnik (6)...
- France - Italie 34-29 (12-12)[7]
  - France : Bouveret (21 minutes, 6/19 arrêts), Pradel (39 minutes, 11/27 arrêts) ; Manneau (2/4), Kanto (7/10), Vautherot (2/6), Drii Hadj (2/3), Baudouin (3/3), Roussillon, Goudjo (1/1), Spincer (7/9), Legenty (2/4), Demangeon (2/3), Gomis (4/12), Guehl (2/3)
  - Italie : Pistelli (10 buts), Di Fazzio (6)...
- France - Slovénie 34-29 (15-16)[7]
  - France : Bouveret (27 minutes, 10/22 arrêts), Pradel (33 minutes, 7/24 arrêts); Signaté (3/5), Vautherot (4/5), Drii Hadj (0/4), Bétaré (3/4), Baudouin (2/2), Roussillon (1/4), Goudjo (1/1), Spincer (6/7), Legenty (6/6), Demangeon (2/3), Gomis (3/8), Guehl (3/3)
  - Slovénie : Nina Potočnik (10 buts), Cvorak (6)...

|   | Équipe               | Pts | J | G | N | P | Bp  | Bc  | Diff |
| - | -------------------- | --- | - | - | - | - | --- | --- | ---- |
| 1 | Espagne              | 6   | 3 | 3 | 0 | 0 | 98  | 81  | 17   |
| 2 | Serbie-et-Monténégro | 4   | 3 | 2 | 0 | 1 | 101 | 96  | 5    |
| 3 | Turquie              | 2   | 3 | 1 | 0 | 2 | 113 | 113 | 0    |
| 4 | Grèce                | 0   | 3 | 0 | 0 | 2 | 82  | 104 | -22  |

| Date         | Équipe 1     | Score   | Équipe 2     |
| ------------ | ------------ | ------- | ------------ |
| 25 juin 2005 | Serbie-et-M. | 37 – 30 | Grèce        |
| 25 juin 2005 | Espagne      | 40 – 38 | Turquie      |
| 26 juin 2005 | Serbie-et-M. | 43 – 40 | Turquie      |
| 26 juin 2005 | Espagne      | 32 – 22 | Grèce        |
| 27 juin 2005 | Turquie      | 35 – 30 | Grèce        |
| 27 juin 2005 | Espagne      | 26 – 21 | Serbie-et-M. |

### Matchs de classement (5eà8eplace)
| Match                  | Date    | Équipe 1 | Score   | Équipe 2 |
| ---------------------- | ------- | -------- | ------- | -------- |
| Match pour la 5e place | 30 juin | Italie   | 33 – 36 | Turquie  |
| Match pour la 7e place | 30 juin | Slovénie | 41 – 32 | Grèce    |

### Tableau final
|  | Demi-finales         | Demi-finales         |                        |    | Finale      | Finale      |
|  | Demi-finales         | Demi-finales         |                        |    | Finale      | Finale      |
|  |                      |                      |                        |    |             |             |
|  | 29 juin              | 29 juin              |                        |    | 1er juillet | 1er juillet |
|  | 29 juin              | 29 juin              |                        |    | 1er juillet | 1er juillet |
|  | Espagne              | 31                   |                        |    | 1er juillet | 1er juillet |
|  | Espagne              | 31                   |                        |    | 1er juillet | 1er juillet |
|  | France               | 24                   |                        |    | 1er juillet | 1er juillet |
|  | France               | 24                   | Espagne                | 30 |             |             |
|  |                      |                      | Espagne                | 30 |             |             |
|  |                      | Serbie-et-Monténégro | 29                     |    |             |             |
|  | Croatie              | Serbie-et-Monténégro | 29                     | 33 |             |             |
|  | Croatie              |                      |                        | 33 |             |             |
|  | Serbie-et-Monténégro | 40                   |                        |    |             |             |
|  | Serbie-et-Monténégro | 40                   | Match pour la 3e place |    |             |             |
|  |                      |                      |                        |    |             |             |
|  | 1er juillet          |                      |                        |    |             |             |
|  |                      |                      |                        |    |             |             |
|  | France               | 22                   |                        |    |             |             |
|  | France               | 22                   |                        |    |             |             |
|  | Croatie              | 26                   |                        |    |             |             |
|  | Croatie              | 26                   |                        |    |             |             |

Lors de la première demi-finale, l'Espagne a battu la France 31-24 (16-9) :
- Espagne : Macarena Aguilar (7 buts), Rocío Guerola (6)...
- France : Bouveret (11 minutes, 0/10 arrêt), Pradel (49 minutes, 10/31 arrêts) ; Signaté (4/9), Manneau (0/2), Kanto (9/12), Vautherot (1/2), Bétaré (1/1), Baudouin (2/3), Goudjo (1/2), Spincer (3/5), Legenty (1/1), Demangeon (0/1), Gomis (2/6), Guehl (0/1)

Lors de la seconde demi-finale, la Serbie-et-Monténégro a battu la Croatie 40-33 (20-19), :
- Serbie-et-Monténégro : Jelena Erić (9), Tatjana Medved (8)...
- Croatie : Svitlana Pasičnik (9 buts), Maïda Arslanagić (6), Dijana Golubić (en) (6)...

Dans le match pour la troisième place, la Croatie a battu la France 26-22 (15-10), :
- Croatie : Svitlana Pasičnik (9 buts), Dijana Golubić (en) (7)...
- France : Bouveret (34 minutes, 4/17 arrêts), Pradel (26 minutes, 1/14 arrêt) ; Signaté (3/7), Manneau, Kanto (0/4), Vautherot (0/2), Drii Hadj (1/3), Baudouin (3/4), Goudjo, Spincer (8/14), Legenty (1/2), Demangeon (1/5), Gomis (5/6), Guehl (0/1)

En finale, l'Espagne a battu la Serbie-et-Monténégro 30-29 (15-17), :
- Espagne : Isabel Ortuño (en) (8), Marta Mangué et Macarena Aguilar (7)...
- Serbie-et-Monténégro : Tatjana Medved (7), Svetlana Ognjenović (6)...

### Classement final
| Rang | Pays                 |
| ---- | -------------------- |
|      | Espagne              |
|      | Serbie-et-Monténégro |
|      | Croatie              |
| 4    | France               |
| 5    | Turquie              |
| 6    | Italie               |
| 7    | Slovénie             |
| 8    | Grèce                |

### Effectifs des équipes sur le podium
La composition des équipes sur le podium est

#### Équipe d'Espagne, médaille d'or
- Macarena Aguilar
- Patricia Alonso
- Verónica Cuadrado
- Aitziber Elejada
- Begoña Fernández
- Soraya García
- Rocío Guerola
- Elisabeth López
- Marta Mangué
- Carmen Martín
- Beatriz Morales
- Noelia Oncina
- Isabel Ortuño
- Susana Pareja
- María Eugenia Sánchez
- Yolanda Sanromán.

Sélectionneur :
- Miguel Ángel Florido.

#### Équipe de Serbie-et-Monténégro, médaille de bronze
- Katarina Bulatović
- Suzana Ćubela
- Slađana Đerić
- Ana Ðokić
- Jelena Erić
- Dragica Kresoja
- Marija Lojpur
- Tatjana Medved
- Mirjana Milenković
- Ivana Milošević
- Jelena Nišavić
- Svetlana Ognjenović
- Jelena Popović
- Marina Rokić
- Marijana Trbojević
- Ana Vojčić

Sélectionneur :

#### Équipe de Croatie, médaille de bronze
- Maïda Arslanagić
- Maja Čop
- Dijana Golubić
- Jelena Grubišić
- Lidija Horvat
- Ivana Jelčić
- Sanela Knezović
- Maja Kožnjak
- Svitlana Pasičnik
- Andrea Penezić
- Antonela Pensa
- Nikica Pušić
- Tihana Šarić
- Sandra Stojković
- Miranda Tatari
- Maja Zebić

Sélectionneur :

### Statistiques
Les meilleures buteuses sont :
| Rang | Joueuse             | Pays                 | Buts | Tirs | %    |
| ---- | ------------------- | -------------------- | ---- | ---- | ---- |
| 1    | Tatjana Medved      | Serbie-et-Monténégro | 42   | 69   | 61 % |
| 2    | Yeliz Özel (en)     | Turquie              | 40   | 64   | 63 % |
| 3    | Nina Potočnik       | Slovénie             | 37   | 57   | 65 % |
| 4    | Luana Pistelli      | Italie               | 33   | 49   | 67 % |
| 5    | Angélique Spincer   | France               | 32   | 48   | 67 % |
| 6    | Svitlana Pasičnik   | Croatie              | 31   | 45   | 69 % |
| 7    | Serpil İskenderoğlu | Turquie              | 30   | 42   | 71 % |
| 8    | Rocío Guerola       | Espagne              | 30   | 45   | 67 % |
| 9    | Jelena Erić         | Serbie-et-Monténégro | 30   | 50   | 60 % |
| 10   | Giorgia di Fazzio   | Italie               | 29   | 53   | 55 % |

Les meilleures gardiennes de but sont :
| Rang | Joueuse                    | Pays                 | %    | Arrêts | Tirs |
| ---- | -------------------------- | -------------------- | ---- | ------ | ---- |
| 1    | Sevilay İmamoğlu (en)      | Turquie              | 39 % | 54     | 150  |
| 2    | María Eugenia Sánchez (en) | Espagne              | 38 % | 18     | 48   |
| 3    | Ivana Jelčić (en)          | Croatie              | 36 % | 65     | 180  |
| 4    | Sladjana Đerić             | Serbie-et-Monténégro | 35 % | 45     | 130  |
| 5    | Elisabeth López (en)       | Espagne              | 32 % | 42     | 132  |
| 6    | Lorena Bassi               | Italie               | 31 % | 43     | 137  |
| 7    | Urška Wertl                | Slovénie             | 31 % | 25     | 81   |
| 8    | Johana Bouveret            | France               | 29 % | 25     | 87   |
| 9    | Linda Pradel               | France               | 28 % | 33     | 117  |
| 10   | Ana Vojčić                 | Serbie-et-Monténégro | 27 % | 22     | 83   |

Les statistiques collectives sont :